# Photinia integrifolia
Photinia integrifolia là loài thực vật có hoa trong họ Hoa hồng. Loài này được Lindl. miêu tả khoa học đầu tiên năm 1821.